# Einar Tambarskjelve

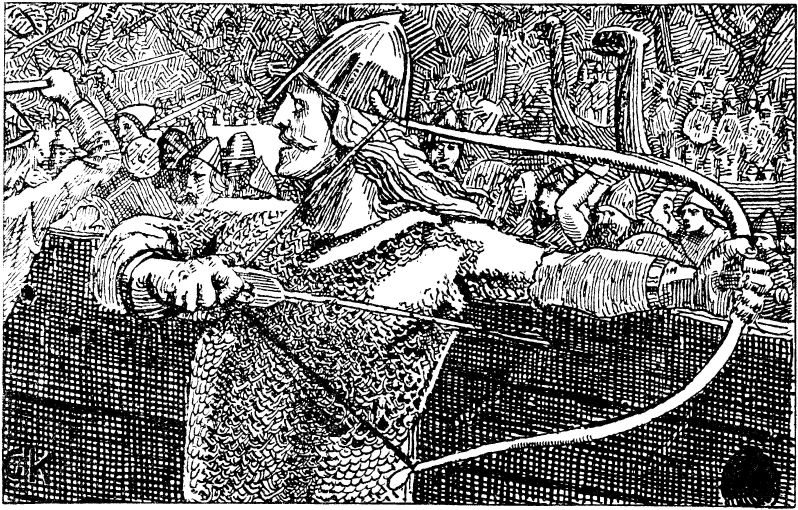
Einar Tambarskjelve, trästick av Christian Krohg.

Einar Tambarskjelve (eller Tambaskjelve) (isländska: Einarr Þambarskelfir), född ca 980, död ca 1050, var en tid den mest inflytelserika stormannen i Norge. Han var också känd som en skicklig bågskytt, vilket gav honom hans tillnamn 'tarmskälvaren', syftande på materialet bågsträngarna var gjorda av. 
Enligt Heimskringla deltog han i slaget vid Svolder. Efter att Einars båge brustit och han tillfrågats av Olav Tryggvason vad det var som brast skall han högt ha fällt de bevingade orden: "Norge ur dina händer, konung". Kungen skall då ha svarat: Så stark var dock ej klangen, Gud månde råda för mitt rike, men icke din båge; se där tag min båge och skjut med den gett honom sin båge att fortsätta skjuta med. Einar skall ha tagit kung Olavs båge och spänt den, men funnit att han strax drog pilspetsen förbi bågen och kastat den tillbaka, utropandes För vek, för vek är kungens båge!
Senare var han de tröndska stormännens talesman inför Olav den helige, Magnus den gode och Harald Hårdråde. Med tiden blev han genom sitt politiska inflytande illa sedd av kungamakten, och mördades på order av Harald Hårdråde tillsammans med sin son Eindride. Ett par lausavisor sägs vara skrivna av Einar Tambarskjelve.